# Ustrój polityczny Serbii
Republika Serbii jest demokracją parlamentarną w której prezydent wybierany jest w wyborach powszechnych. Ustrój polityczny państwa reguluje konstytucja z 2006 roku. Serbia ma dwa regiony autonomiczne: Wojwodinę i Kosowo.

## Konstytucja
Konstytucja Serbii została zaakceptowana przez naród w referendum w dniach 28 października i 29 października 2006 roku, a 8 listopada tego samego roku została, przyjęta przez skupsztinę (parlament). Konstytucja zastąpiła konstytucję z roku 1990. Wprowadziła ona pełną niezależność Narodowego Banku Serbii i przekazała kontrolę nad armią prezydentowi.

## Rząd

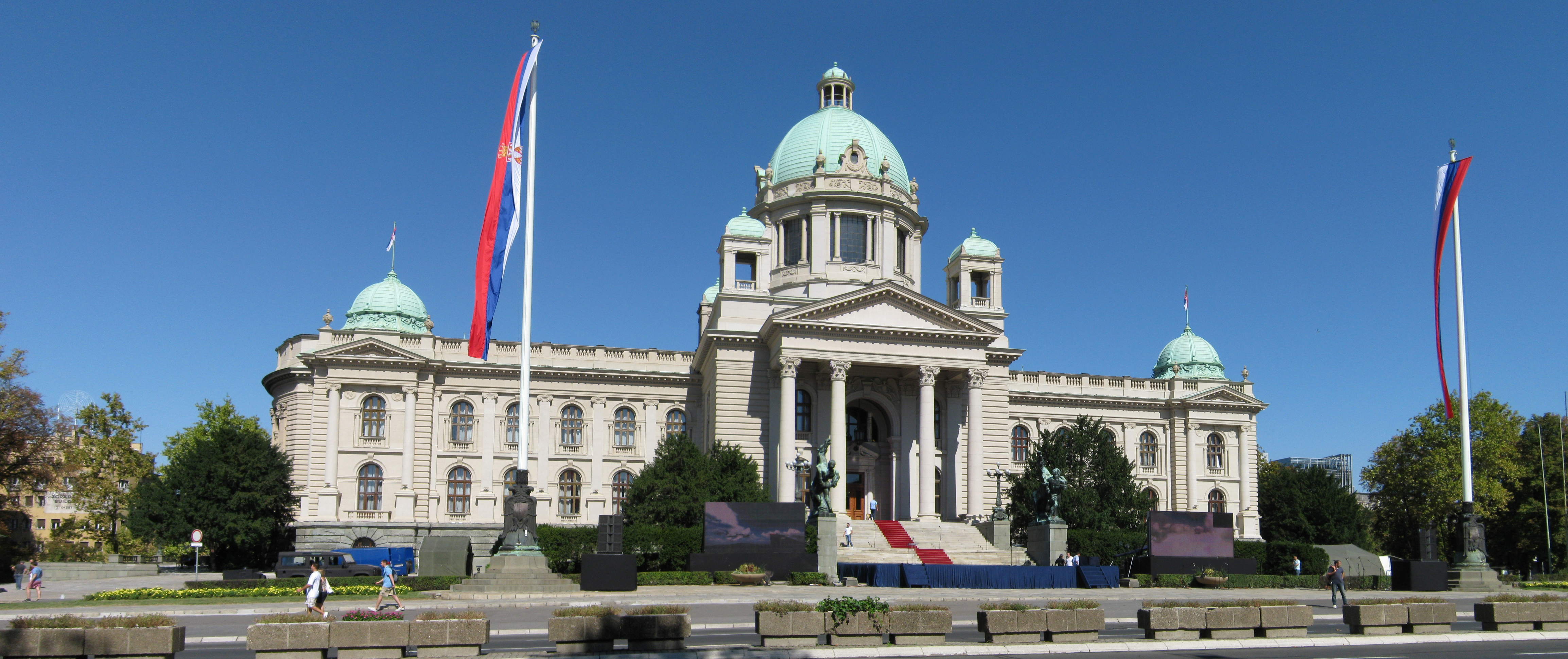
Budynek parlamentu

Rząd Serbii (Vlada Republike Srbije) jest kierowana przez premiera (Predsednik Vlade) który jest wybierany przez Skupsztinę (parlament) i przedstawiany prezydentowi. Prezydent może kandydata zaakceptować lub odrzucić. Ministrowie są wybierani przez premiera i akceptowani przez parlament. Obecnym szefem rządu jest Ana Brnabić.
Rząd w Serbii sprawuje władzę wykonawczą, wydaje rozporządzenia, zarządzenia i inne decyzje w celu realizowania, delegacji zawartych w konstytucji oraz wydanych na jej podstawie ustawach. Posiada także wiele uprawnień nie odbiegających od typowych przepisywanych egzekutywie w innych demokratycznych państwach tj. formułowanie i prowadzenie polityki w zgodzie z ustalonymi zasadami, zgłasza do parlamentu projekty ustaw oraz innych aktów prawnych zgodnie z kompetencjami ministrów, koordynuje pracę ministerstw i nadzoruje ich pracę oraz rozlicza się przed Zgromadzaniem Narodowym za wprowadzone ustawy. Rząd Republiki Serbii przygotowuje projekty planów rozwoju i poszczególnych regionów, projekt budżetu republiki. Ustala wewnętrzną organizację ministerstw i innych organów centralnych państwa. Wobec przedstawicieli serbskiego rządu nie stosuje się zasady incompatibilitas, zatem członek rządu Republiki Serbii będący jednoczenie deputowanym do Zgromadzenia Narodowego nie musi się więc zrzekać mandatu. Nadzoruje pracę ministrów, innych organów państwa, uchyla wydanie przez nie decyzji w razie stwierdzenia ich niezgodności z konstytucją lub ustawami. Przedkłada opinie wobec projektu ustaw i innych aktów prawnych przygotowanych przez Zgromadzenie Narodowe lub innych wnioskodawców. Wykonuje inne zadania przewidziane konstytucją lub ustawami. Interesującym ustaleniem jest również to, że mandat rządu, oprócz typowych sytuacji, wygasa także w razie uchwalenia nowej konstytucji, co nie jest stosowane we wszystkich rozwiązaniach ustrojowych.

## Prezydent
Prezydent ma bardzo szerokie uprawnienia (np. całkowita kontrola nad wojskiem czy możliwość odrzucenia kandydata na premiera). Ostatnia konstytucja dodała do jego gestii również mianowanie administratorów Wojwodiny i Kosowa. Najstarszym prawem prezydenta jest prawo weta. Może być ono odrzucone przez 2/3 głosów. Prawo łaski i nadawanie odznaczeń czy orderów dodano nieco później. W 2017 prezydentem został wybrany Aleksandar Vučić z Serbskiej Partii Postępowej.

## Sądownictwo
Najwyższym organem, do którego można się odwołać w Serbii jest Sąd Najwyższy. Serbia ma też sądy regionalne oraz osobne sądownictwa dla wojskowych i dla przestępstw gospodarczych. Nadzwyczajnym prawem łaski dysponuje prezydent. Najwyższym sądem w Republice Serbii jest Sąd Konstytucyjny, którego uprawnienia w większości nie odbiegają od kompetencji powszechnie przypisywanym temu organowi. Konstytucja określa precyzyjnie, w jakich przypadkach można pozbawić urzędu sędziego Sądu Konstytucyjnego. Należy zaznaczyć, iż orzeczenia Sądu Konstytucyjnego, posiadającego najwyższą rangę w hierarchii organów sądowniczych w Republice Serbii, są ostateczne i podlegają wykonaniu z mocy prawa, a w razie potrzeby ich wykonanie zapewnia rząd republiki. Do najważniejszych zadań sądownictwa konstytucyjnego należą kwestie; orzekania o zgodności ustaw z konstytucją oraz innych przepisów (aktów prawnych, wykonawczych, aktów prawnych wspólnot lokalnych). W razie stwierdzenia jej niezgodności Sąd Konstytucyjny uchyla ustawę. Kolejnymi kompetencjami sądu są: ochrona konstytucyjnych praw i wolności człowieka i obywatela, orzekanie w sporach kompetencyjnych pomiędzy organami władzy ustawodawczej, wykonawczej i sądowniczej, orzekanie o odpowiedzialności konstytucyjnej Prezydenta Republiki oraz sprawowania nadzoru nad zgodnością z konstytucją programów i działania partii politycznych. Dodatkowo Sąd Konstytucyjny Serbii posiada kompetencje w sprawach zgodności z konstytucją statutów prowincji autonomicznych oraz innych aktów prawnych wydanych przez parlament prowincji autonomicznych. Zasady postępowania przed Sądem Konstytucyjnym określa odrębna ustawa.
Zgodnie z nowymi regulacjami konstytucyjnymi Sąd Konstytucyjny Republiki Serbii liczy 15 sędziów, wybieranych na 9 lat. W ich powoływaniu trzech (po 5 sędziów) ma wspólny udział: parlament, Prezydent Republiki oraz Najwyższy Sąd Kasacyjny